# Emilio Carlo Mangini
Emilio Carlo Mangini (Milano, 6 marzo 1912 – Albenga, 27 agosto 2003) è stato un imprenditore, scrittore e museologo italiano, fondatore del Museo Mangini Bonomi di Milano.

## Biografia
Di famiglia agiata, non ha particolare successo scolastico e si avvia alla professione imprenditoriale, prima nel campo dei tessuti tra l'Italia e la Francia e poi, dal 1948, nel campo del caffè, con la fondazione dell'azienda "La Mecca", che cede negli anni '60 per dedicarsi all'edilizia.
Si sposerà con Angela Sironi, dalla quale nel 1945 avrà un unico figlio: Giuseppe. Resterà vedovo nel 1964 e perderà il figlio nel 1988.
Oltre che all'attività imprenditoriale si dedica allo sport, risultando particolarmente capace delle gare off-shore, tanto da venir premiato nel 1978 come atleta nazionale dal CONI, e alla commedia dialettale, principalmente in milanese ma spesso tradotta in genovese e messa in mostra al teatro Ariston di Sanremo.
Avido collezionista, nel 1978 con il figlio Giuseppe decise di mettere a disposizione della collettività le proprie collezioni, acquistando allo scopo la casa in via dell'Ambrosiana che oggi ospita il museo Mangini Bonomi, e nel 1985 istituisce la Fondazione a lui dedicata, a cui lascerà gli oggetti raccolti, portando all'apertura del museo nel 2004.